# Aurélien Diesse
Aurelien Diesse (16 de outubro de 1997) é um judoca francês. Foi medalhista de ouro nos Jogos Olímpicos de Verão de 2024 em Paris.
Diesse participou do Campeonato Mundial de Judô de 2018, ganhando uma medalha na prova por equipes mistas.